# 單葉沙蠶
單葉沙蠶（学名：Namalycastis abiuma）为沙蠶科單葉沙蠶屬下的一个种。

## 扩展阅读
- 維基物種上的相關：單葉沙蠶